# Asphondylia salsolarum
Asphondylia salsolarum är en tvåvingeart som beskrevs av Jean-Jacques Kieffer 1913. Asphondylia salsolarum ingår i släktet Asphondylia och familjen gallmyggor. Inga underarter finns listade i Catalogue of Life.